# Igor Paklin
Igor Vasiljevitsj Paklin (Russisch: Игорь Васильевич Паклин) (Frunse, 15 juni 1963) is een voormalige hoogspringer uit de Kirgizische Socialistische Sovjetrepubliek, die voor de Sovjet-Unie uitkwam. Hij was wereldindoorkampioen, Europees kampioen en wereldrecordhouder op dit onderdeel. Ook nam hij tweemaal deel aan de Olympische Spelen, waarbij hij eenmaal de finale bereikte.

## Biografie
Op de wereldkampioenschappen van 1983 in Helsinki sprong Paklin 2,29 m en behaalde hier samen met Dietmar Mögenburg een gemeenschappelijke vierde plaats, met een gelijke hoogte als de Chinese bronzenmedaillewinnaar Zhu Jianhua. Op de Europese indoorkampioenschappen in 1984 in Göteborg werd Paklin met 2,20 achtste.
Op 4 september 1985 verbeterde hij het wereldrecord hoogspringen tot 2,41 op de Universiade in Kobe. Hij won hiermee het goud, voor de Cubaan Juan Franzisko Centelles (2,31) en de Duitser Gerd Nagel (2,26). In 1986 werd Paklin in Stuttgart Europees kampioen. Hij won met 2,34 voor zijn Sovjet-teamgenoot Sergei Maltschenko en de Duitser Carlo Thränhardt.
Op de wereldindoorkampioenschappen van 1987 In Indianapolis sprong hij 2,38 (net zo hoog als zijn land- en teamgenoot Gennadi Awdejenko). Paklin won het goud, omdat hij minder pogingen nodig had gehad om 2,38 te springen. In de zomer van 1987 kwam hij op de WK in Rome met drie pogingen tot een hoogte van 2,38. Hij won hiermee zilver achter de Zweed Patrik Sjöberg.
Op de Olympische Spelen van Seoel in 1988 werd Paklin zevende met 2,31. In Tokio werd hij op de WK van 1991 met 2,24 tiende. In 1992 nam hij deel aan de Olympische Spelen van Barcelona, maar wist zich met 2,20 niet te plaatsen voor de finale. In 1993 werd hij op de WK uitgeschakeld in de voorrondes met 2,15.

## Titels
- Wereldindoorkampioen hoogspringen - 1987
- Europees kampioen hoogspringen - 1986
- Universitair kampioen hoogspringen - 1983, 1985
- Sovjet kampioen hoogspringen - 1985, 1986 (S), 1991, 1992
- Sovjet-indoorkampioen hoogspringen - 1985

## Persoonlijke records
| Onderdeel              | Prestatie          | Datum            | Plaats       |
| ---------------------- | ------------------ | ---------------- | ------------ |
| hoogspringen (outdoor) | 2,41 m (ex-WR, NR) | 4 september 1985 | Kobe         |
| hoogspringen (indoor)  | 2,38 m (NR)        | 7 maart 1987     | Indianapolis |

## Palmares

### hoogspringen
- 1983:  Universiade - 2,31 m
- 1983: 4e WK - 2,29 m
- 1985:  Universiade - 2,41 m
- 1985:  Europacup - 2,26 m
- 1986:  EK - 2,34 m
- 1986:  Goodwill Games - 2,32 m
- 1986:  Grand Prix - 2,34 m
- 1987:  WK indoor - 2,38 m
- 1987:  WK - 2,38 m
- 1987:  Europacup - 2,32 m
- 1988: 7e OS - 2,31 m
- 1991:  Europacup - 2,28 m
- 1991: 10e WK - 2,24 m
- 1992: 12e in kwal. OS - 2,20 m